# Boiscommun
Boiscommun és un municipi francès, situat al departament del Loiret i a la regió de Centre – Vall del Loira. L'any 2007 tenia 1.168 habitants.

## Demografia

### Població
El 2007 la població de fet de Boiscommun era de 1.168 persones. Hi havia 484 famílies, de les quals 136 eren unipersonals (48 homes vivint sols i 88 dones vivint soles), 188 parelles sense fills, 140 parelles amb fills i 20 famílies monoparentals amb fills.
La població ha evolucionat segons el següent gràfic:
Habitants censats

### Habitatges
El 2007 hi havia 632 habitatges, 493 eren l'habitatge principal de la família, 89 eren segones residències i 50 estaven desocupats. 603 eren cases i 29 eren apartaments. Dels 493 habitatges principals, 370 estaven ocupats pels seus propietaris, 118 estaven llogats i ocupats pels llogaters i 5 estaven cedits a títol gratuït; 1 tenia una cambra, 33 en tenien dues, 135 en tenien tres, 174 en tenien quatre i 150 en tenien cinc o més. 379 habitatges disposaven pel capbaix d'una plaça de pàrquing. A 256 habitatges hi havia un automòbil i a 180 n'hi havia dos o més.

### Piràmide de població
La piràmide de població per edats i sexe el 2009 era:
| Homes | Edats   | Dones |
| ----- | ------- | ----- |
| 0     | 95 o +  | 0     |
| 0     | 90 a 94 | 8     |
| 8     | 85 a 89 | 28    |
| 20    | 80 a 84 | 24    |
| 8     | 75 a 79 | 36    |
| 8     | 70 a 74 | 24    |
| 48    | 65 a 69 | 36    |
| 20    | 60 a 64 | 28    |
| 20    | 55 a 59 | 28    |
| 28    | 50 a 54 | 28    |
| 36    | 45 a 49 | 24    |
| 28    | 40 a 44 | 20    |
| 48    | 35 a 39 | 40    |
| 32    | 30 a 34 | 40    |
| 28    | 25 a 29 | 48    |
| 28    | 20 a 24 | 16    |
| 44    | 15 a 19 | 24    |
| 52    | 10 a 14 | 44    |
| 40    | 5 a 9   | 28    |
| 28    | 0 a 4   | 28    |

## Economia
El 2007 la població en edat de treballar era de 673 persones, 476 eren actives i 197 eren inactives. De les 476 persones actives 428 estaven ocupades (234 homes i 194 dones) i 48 estaven aturades (21 homes i 27 dones). De les 197 persones inactives 76 estaven jubilades, 56 estaven estudiant i 65 estaven classificades com a «altres inactius».

### Ingressos
El 2009 a Boiscommun hi havia 486 unitats fiscals que integraven 1.152,5 persones, la mediana anual d'ingressos fiscals per persona era de 16.439 €.

### Activitats econòmiques
Dels 60 establiments que hi havia el 2007, 2 eren d'empreses extractives, 2 d'empreses alimentàries, 4 d'empreses de fabricació d'altres productes industrials, 12 d'empreses de construcció, 15 d'empreses de comerç i reparació d'automòbils, 2 d'empreses de transport, 4 d'empreses d'hostatgeria i restauració, 3 d'empreses financeres, 7 d'empreses de serveis, 6 d'entitats de l'administració pública i 3 d'empreses classificades com a «altres activitats de serveis».
Dels 19 establiments de servei als particulars que hi havia el 2009, 1 era una oficina de correu, 1 una oficina bancària, 1 taller de reparació d'automòbils i de material agrícola, 3 paletes, 3 guixaires pintors, 4 fusteries, 2 electricistes, 2 perruqueries i 2 restaurants.
Dels 6 establiments comercials que hi havia el 2009, 1 era una botiga de més de 120 m², 1 una botiga de menys de 120 m², 2 carnisseries, 1 una peixateria i 1 una botiga de material de revestiment de parets i terra.
L'any 2000 a Boiscommun hi havia 16 explotacions agrícoles que ocupaven un total de 824 hectàrees.

## Equipaments sanitaris i escolars
L'únic equipament sanitari que hi havia el 2009 era una farmàcia.
El 2009 hi havia 1 escola maternal i 1 escola elemental.

## Poblacions més properes
El següent diagrama mostra les poblacions més properes.